# Diplotaxis glauca
Diplotaxis glauca là một loài thực vật có hoa trong họ Cải. Loài này được (Schmidt) O.E.Schulz mô tả khoa học đầu tiên năm 1916.